# George Hackathorne
George Hackathorne (Pendleton, 13 febbraio 1896 – Los Angeles, 25 giugno 1940) è stato un attore statunitense che iniziò la sua carriera all'epoca del muto. Uno dei suoi primi ruoli, voluto da Mary Pickford, fu quello di Sid Sawyer in Tom Sawyer (1917) e Huck and Tom (1918).
Lavorò spesso, in ruoli da comprimario, con registi di vaglia quali William Desmond Taylor, King Vidor, Clarence Brown, Maurice Tourneur, John Ford, Frank Borzage, Eric von Stroheim, Alexander Korda.

## Filmografia
- Oliviero Twist (Oliver Twist), regia di James Young (1916)
- Tom Sawyer, regia di William Desmond Taylor (1917)
- Huck and Tom, regia di William Desmond Taylor (1918)
- Amore d'artista (Amarilly of Clothes-Line Alley), regia di Marshall Neilan (1918)
- A Law Unto Herself, regia di Joseph De Grasse - cortometraggio (1914)
- The Heart of Humanity, regia di Allen Holubar (1918)
- Sue of the South, regia di W. Eugene Moore (1919)
- Josselyn's Wife, regia di Howard Hickman (1919)
- The Shepherd of the Hills, regia di Louis F. Gottschalk e Harold Bell Wright (1919)
- Tempi migliori (Better Times), regia di King Vidor (1919)
- The Splendid Sin, regia di Howard M. Mitchell (1919)
- Il maniaco della velocità (The Speed Maniac), regia di Edward J. Le Saint (1919)
- Too Much Johnson, regia di Donald Crisp (1919)
- The Last of the Mohicans, regia di Clarence Brown e Maurice Tourneur (1920)
- To Please One Woman, regia di Lois Weber (1920)
- The Sin of Martha Queed, regia di Allan Dwan (1921)
- High Heels, regia di Lee Kohlmar (1921)
- What Do Men Want?, regia di Lois Weber (1921)
- The Light in the Clearing, regia di T. Hayes Hunter (1921)
- The Little Minister, regia di Penrhyn Stanlaws (1921)
- The Gray Dawn, regia di aa.vv. (1922)
- The Worldly Madonna, regia di Harry Garson (1922)
- Human Hearts, regia di King Baggot (1922)
- Notoriety
- Il fabbro del villaggio (The Village Blacksmith), regia di John Ford (1922)
- Human Wreckage, regia di John Griffith Wray e, non accreditata, Dorothy Davenport (1923)
- Donne viennesi (Merry-Go-Round), regia di Erich von Stroheim (non accreditato) e Rupert Julian (1923)
- The Judgment of the Storm, regia di Del Andrews (1924)
- When a Man's a Man, regia di Edward F. Cline (1924)
- Surging Seas, regia di James Chapin (1924)
- Scompiglio (The Turmoil), regia di Hobart Henley (1924)
- Capital Punishment, regia di James P. Hogan (1925)
- Lady, una vera signora (The Lady), regia di Frank Borzage (1925)
- Night Life of New York, regia di Allan Dwan (1925)
- Wandering Fires, regia di Maurice Campbell (1925)
- His Master's Voice, regia di Renaud Hoffman (1925)
- The Highbinders, regia di George W. Terwilliger (1926)
- Things Wives Tell, regia di Hugh Dierker (1926)
- The Truth About Men, regia di Elmer Clifton (1926)
- The Sea Urchin, regia di Graham Cutts (1926)
- Cheaters, regia di Oscar Apfel (1927)
- Paying the Price, regia di David Selman (1927)
- Sally's Shoulders, regia di Lynn Shores (1928)
- The Tip Off, regia di Leigh Jason (1929)
- The Squall, regia di Alexander Korda (1929)
- La fanciulla di Saint Cloud (Captain of the Guard), regia di John S. Robertson e, non accreditato, Pál Fejös (1930)
- Hide-Out, regia di Reginald Barker (1930)
- The Lonesome Trail, regia di Bruce Mitchell (1930)
- Beyond the Law, regia di J.P. McGowan (1930)
- Riders of the North, regia di J.P. McGowan (1931)
- Self Defense
- Pistole fiammeggianti (Flaming Guns), regia di Arthur Rosson (1932)
- Solo una notte (Only Yesterday), regia di John M. Stahl (1933)
- La contessa X... (The Countess of Monte Cristo), regia di Karl Freund (1934)
- Strange Wives, regia di Richard Thorpe (1934)
- Al di là delle tenebre (Magnificent Obsession), regia di John M. Stahl (1935)
- I Cover Chinatown, regia di Norman Foster (1936)
- The Man I Marry, regia di Ralph Murphy (1936)
- Smashing the Rackets, regia di Lew Landers (1938)
- Via col vento (Gone with the Wind), regia di Victor Fleming (1939)